# Kparanta
Kparanta, également appelé Kparantara, est une localité située dans le département de Kampti de la province du Poni dans la région Sud-Ouest au Burkina Faso.

## Géographie
Kparanta est situé à environ 20 km au sud de Kampti et à 4 km au nord de Galgouli. Le village est traversé par la route nationale 12 menant à la frontière ivoirienne située à 10 km au sud.

## Histoire
Petite localité adjascente à Dindou, les deux villages ont vu leurs populations augmenter de manière massive au tournant des années 2010 pour ne former qu'une seule entité desormais.

## Santé et éducation
Le centre de soins le plus proche de Kparanta est le centre de santé et de promotion sociale (CSPS) de Galgouli tandis que le centre médical est à Kampti et que le centre hospitalier régional (CHR) de la province se trouve à Gaoua.